# Саллі Поттер
Саллі Поттер (англ. Sally Potter, нар. 19 вересня 1949) — британська кінорежисерка і сценаристка, а також професійна танцівниця і хореографиня. Лауреатка премії Венеціанського кінофестивалю за режисуру фільму «Орландо». Офіцерка ордена Британської імперії за заслуги в кіно.

## Раннє життя
Саллі народилася і виросла в Лондоні. Її мати була вчителькою музики, а батько — дизайнером інтер'єрів і поетом . Її молодший брат Нік став басистом рок-групи Van der Graaf Generator . На питання про минуле, Саллі відповіла так: «У ньому був і атеїзм, і анархізм: я виросла в середовищі, повної питань, де нічого не можна було приймати як належне».

## Кар'єра
Саллі почала знімати фільми в 14 років, після того як дядько віддав їй свою 8-міліметрову камеру . У 16 років заради кіновиробництва вона кинула школу. З 1968 по 1970 роки заради грошей працювала на кухні і, паралельно, на каналі BBC. Вона приєдналася до Лондонського кооперативу кінорежисерів і почала знімати експериментальні короткометражні фільми, в числі яких були «Jerk» (1969) і «Play» (1970). Пізніше Саллі надійшла в Лондонську школу сучасного танцю, де вчилася як на танцюристку, так і на хореографиню. У фільмі «Урок танго», знятому в 1997 році, вона вперше виступила як актриса в своєму власному фільмі.
Крім фільмів, Саллі Поттер створювала танцювальні спектаклі, в тому числі «Combines» (1972), і в якийсь момент заснувала балетну трупу Limited Dance Company разом з Джекі Ленслі.
Саллі стала заслуженою театральною режисеркою, створивши такі шоу як «Верхова їзда», «Смерть і діва» і «Берлін». Крім того, вона була членкою кількох музичних груп (в тому числі Feminist Improvising Group і The Music Music Orchestra), працюючи співачкою і авторкою текстів. Вона співпрацювала (як авторка пісень) з композиторкою Ліндсей Купер в циклі пісень Oh Moscow, який виконувався по всій Європі, Росії і Північній Америці в кінці 1980-х років, після чого був виданий для продажу.
Разом з Девідом Моушіном Саллі створила саундтрек до фільму «Орландо». Вона написала партитуру до фільму «Урок танго», для якого також заспівала фінальну пісню. Серед фільмів, над якими Саллі працювала як композиторка (в співавторстві з Фредом Фрітом): «Так» (2004) і «Гнів» (2009).
Про свою кар'єру хореографині Поттер якось сказала наступне: «Хореографія була ідеальним «бідним театром». Все, що вам було потрібно, — це добровільні тіла і трохи простору. Так що саме будучи хореографом, я навчилася режисурі, а, будучи танцюристкою, навчилася працювати» .
Саллі повернулася до кіновиробництва, знявши короткометражку «Триллер» (1979), яка стала хітом на міжнародних фестивалях. Потім був її перший повнометражний фільм «Золотошукачі» (1983) з Джулі Крісті в головній ролі. Пізніше вона зняла ще один короткометражний фільм «Лондонська історія» (1986); документальний серіал для 4-го каналу під назвою «Сльози, сміх, страх і лють» (1986); і «Я — бик, я — кінь, я — чоловік, я — жінка» (1988), фільм про жінок в радянському кіно.
Наступний повнометражний фільм Саллі «Орландо», заснований на однойменному романі Вірджинії Вульф, був високо оцінений у всьому світі. Головну роль в ньому виконала Тільда Свінтон. На додаток до двох номінаціях на премію Оскар «Орландо» завоював більше 25 міжнародних нагороди, включаючи статуетку Фелікс, яка вручається Європейською кіноакадемією.
Раніше роман «Орландо» вважався неможливим для адаптації до екрану, тому що його дія відбувається понад 400 років, персонаж, чий гендер змінюється від чоловіка до жінки. Фінансування цієї можливості виявилося скрутним, і треба було сім років, щоб повністю закінчити роботу над фільмом. Зйомка і монтаж зайняли 20 тижнів. Підготовка до фільму, включаючи адаптацію роману, пошук грошей, локацій і т. д., зайняла чотири роки . «Орландо» часто називають феміністським фільмом.
Саллі стверджує, що історія показує труднощі як чоловіка, так і жінки.
У 1996 році вона зняла фільм «Урок танго», в якому крім неї зіграв відомий танцюрист Пабло Верон. Вперше представлений на Венеціанському кінофестивалі, фільм був удостоєний звання Ombú de Oro як кращий фільм на кінофестивалі в Мар-дель-Плата, Аргентина; отримав нагороду SADAIC від Аргентинського суспільства музичних авторів і композиторів; а також номінацію в категорії «Кращий фільм» від британської академії кіно і телевізійних мистецтв BAFTA і Національної ради кінокритиків США. «Урок танго» — частково автобіографічний фільм, заснований на часу, коли Саллі і Пабло Верон вивчали аргентинське танго для фільму «Гнів». Їх професійна співпраця продовжиться під час роботи над виставою «Кармен» (2007) і фільмом «Людина, яка плакала» із зоряним акторським складом в особі Олега Янковського, Джонні Деппа, Крістіни Річчі, Кейт Бланшетт і Джона Туртурро. Картина розповідає про долю Сюзі, яка виявляється в прийомній сім'ї в Англії через гоніння на євреїв. Їй належить знайти любов, але найбільше вона мріє знайти батька.
У 2004 році вийшов фільм Саллі Поттер «Так» з Джоан Аллен, Симоном Абкаряном і Семом Ніллом. Бюджет був скромним, а сценарій — написаний віршами.
У 2007 році в Лондонському Колізеум Саллі поставила «Кармен» для Англійської національної опери.
Фільм Саллі Поттер «Гнів» (2009) став першим в історії, чия прем'єра відбулася на мобільних телефонах. У картині знялися Джуді Денч, Стів Бушемі, Лілі Коул і Джуд Лоу. «Гнів» брав участь в конкурсі на Берлінському кінофестивалі в 2009 році і був номінований на премію Webby Awards за кращу драму 2010 року.
Сьомим повнометражним фільмом Саллі стала «Бомба» з Ель Фаннінг і Еліс Енглерт, восьмим — драмеді «Вечірка», номінована в 2017 році на «Золотого ведмедя».
В середині березня 2020 року в світовий прокат вийшов новий фільм Саллі Поттер «Необрані дороги». Головні ролі в картині виконали Хав'єр Бардем, Ель Фаннінг, Сальма Хайек і Лора Лінні.

## Фільмографія
- 1979 - Триллер / Thriller
- 1983 - Золотошукачі / The Gold Diggers
- 1986 - Лондонська історія / London Story
- 1992 - Орландо / Orlando
- 1997 - Урок танго / The Tango Lesson
- 2000 - Людина, яка плакала / The Man Who Cried
- 2004 - Так / Yes
- 2009 - Лють / Rage
- 2012 - Бомба / Ginger & Rosa[en]
- 2017 - Вечірка / The Party
- 2020 - Необрані дороги / The Roads Not Taken

## Нагороди та номінації

### Нагороди
- 1984 — Премія Берлінського кінофестивалю — за фільм «Золотошукачки»
- 1992 — Премії Міжнародного кінофестивалю в Салоніках ( ФІПРЕССІ і «Золотий Олександр») — за фільм «Орландо»
- 1992 — Премія Венеціанського кінофестивалю — за фільм «Орландо»
- 1993 — Премія Каталонського міжнародного кінофестивалю — за фільм «Орландо»
- 1994 — Премія «Незалежний дух» — за фільм «Орландо»
- 1997 — Премія Міжнародного кінофестивалю в Мар-дель-Плата — за фільм «Урок танго»

### Номінації
- 2000 - Премія Венеційського кінофестивалю — за фільм «Людина, яка плакала»
- 2005 — Премія Міжнародного кінофестивалю в Емдені — за фільм «Так»